# Elionor del Palatinat-Neuburg
Elionor del Palatinat-Neuburg (Düsseldorf, 6 de gener de 1655 - Viena, 19 de gener de 1720) fou Princesa del Palatinat a Neuburg que es maridà en el si de la casa reial austríaca esdevenint emperadriu del Sacre Imperi.
Nascuda essent filla de l'elector Felip Guillem I, elector palatí i de la landgravina Elisabet Amàlia de Hessen-Darmstadt. Elionor era neta per via paterna del duc Wolfgang Guillem I del Palatinat-Neuburg i de la princesa Magdalena de Baviera i per via materna del landgravi Jordi II de Hessen-Darmstadt i de la princesa Sofia Elionor de Saxònia.
L'any 1676 es casà a Viena amb l'emperador Leopold I, emperador romanogermànic després que aquest s'hagués casat anteriorment però no hagués pogut assegurar la continuïtat de la dinastia. Així, el casament d'Elionor amb l'emperador, fill de Ferran III, emperador romanogermànic i de la infanta Maria Anna d'Espanya produí nou fills:
- SM l'emperador Josep I, emperador romanogermànic, nat a Viena el 1678 i mort el 1711. Es casà amb la princesa Amàlia Guillema de Brunsvic-Lüneburg.
- SAIR l'arxiduquessa Cristina d'Àustria, nada a Viena el 1679 i morta el mateix any.
- SAIR l'arxiduquessa Maria Elisabet d'Àustria, nada a Viena el 1680 i morta a Brussel·les el 1741. Esdevingué governadora dels Països Baixos austríacs.
- SAIR l'arxiduc Leopold Josep d'Àustria, nat a Viena el 1682 i mort el 1684 a Viena.
- SAIR l'arxiduquessa Maria Anna Josepa d'Àustria, nada a Viena el 1683 i morta el 1754 a Lisboa. Es casà amb el rei Joan V de Portugal.
- SAIR l'arxiduquessa Maria Teresa d'Àustria, nada a Viena el 1684 i morta el 1696.
- SM l'emperador Carles VI, emperador romanogermànic, nat a Viena el 1685 i mort a Viena el 1740. Es casà amb la duquessa Elisabet Cristina de Brunsvic-Wolfenbüttel l'any 1708.
- SAIR l'arxiduquessa Maria Josepa d'Àustria, nada el 1687 i morta el 1703 a Viena.
- SAIR l'arxiduquessa Maria Magadalena d'Àustria, nada el 1689 i morta el 1743 a Viena.
- SAIR l'arxiduquessa Maria Margarida d'Àustria, nada a Viena el 1690 i morta el 1691 a Viena.

L'enllaç entre Leopold I i la princesa palatina assegurà a la branca dels Neuburg un seguit d'enllaços profitosos. Així, arran d'aquest matrimoni s'assegurà l'enllaç de princeses palatines amb el rei Pere II de Portugal i Carles II d'Espanya.
Elionor morí a Viena el dia 19 de gener de 1720 a l'edat de 65 anys.